# Intercommunale Land van Aalst
De Intercommunale Land van Aalst (afkorting: ILvA) is een intergemeentelijk samenwerkingsverband (intercommunale) voor milieu in de streek van Aalst. Het bedrijf heeft drie hoofdactiviteiten:
- Afvalpreventie;
- Afvalinzameling via huis-aan-huisophaling en via de recyclageparken;
- Afvalverwerking.

## Geschiedenis
ILvA werd in 1962 opgericht als een streekontwikkelingsintercommunale en bouwde activiteiten uit rond ruimtelijke ordening, woon- en werkgelegenheidsprojecten en het ophalen en verwerken van huishoudelijk afval, naast enkele kleinere activiteiten. Sinds begin jaren 80 baat ILvA een stortplaats uit in Vlierzele (deelgemeente van Sint-Lievens-Houtem) waar oorspronkelijk al het huishoudelijk afval opgehaald in haar werkingsgebied gestort werd. Onder invloed van veranderende milieuwetgeving werd in 2004 de laatste ton huishoudelijk afval gestort; sindsdien wordt er bijna enkel nog bedrijfsafval en niet-recycleerbare materialen gestort.
Het huidige intergemeentelijk samenwerkingsverband ontstond uit de ontdubbeling van de activiteiten van deze voormalige intercommunale ILvA. Het Vlaams decreet van 6 juli 2001 op de intergemeentelijke samenwerking liet immers niet meer toe dat intercommunales zowel 'opdrachthoudende' (taken die gemeentes aan een intercommunale overdragen) als 'dienstverlenende' activiteiten uitoefenden. De activiteiten van het toenmalige ILvA werden bijgevolg opgesplitst: de intercommunale StreekOntwikkeling Land van Aalst (SOLvA) nam alle diensten op gebied van streekontwikkeling over, terwijl een nieuw samenwerkingsverband dat alle opdrachten zou uitoefenen rond de inzameling en verwerking van huishoudelijk afval de naam ILvA behield. De nieuwe intercommunales ILvA en SOLvA gingen op 31 oktober 2003 van start. De nieuwe intercommunale had bij zijn start 12 gemeenten (Aalst, Denderleeuw, Erpe-Mere, Geraardsbergen, Haaltert, Herzele, Kluisbergen, Lede, Ninove, Oosterzele, Sint-Lievens-Houtem en Zottegem), de provincie Oost-Vlaanderen en de twee intercommunales IVBO en IVM als vennoten. Later zijn ook de gemeenten Affligem (sinds 1 januari 2014), Galmaarden en Liedekerke en het Autonoom Gemeentebedrijf Ninove tot ILvA toegetreden.
Begin 2003 nam ILvA de ophaling van restafval en grof huisvuil over van de gemeenten Geraardsbergen en Zottegem en vanaf 2004 nam ILvA ook de laatste eigen ophalingen van de gemeenten Ninove, Sint-Lievens-Houtem en Aalst over. Zo wordt sinds 2004 overal in het werkingsgebied van ILvA het afval op dezelfde manier ingezameld. Begin 2004 trad voor heel het werkingsgebied van ILvA tevens eenzelfde diftarsysteem in werking, waardoor (op twee gemeenten na) overal dezelfde kosten voor afval werden aangerekend.

## Afvalinzameling

### Werking
ILvA zorgt voor de inzameling en verwerking van het afval van ongeveer 340 000 inwoners (anno 2016) uit de 15 aangesloten gemeenten (Aalst, Affligem, Denderleeuw, Erpe-Mere, Galmaarden, Geraardsbergen, Haaltert, Herzele, Kluisbergen, Lede, Liedekerke, Ninove, Oosterzele, Sint-Lievens-Houtem en Zottegem). Er zijn huis-aan-huisophalingen voor restafval (in gele restafvalzakken van ILvA), gft (in groene gft-bakken van ILvA), pmd (in blauwe pmd-zakken van ILvA), papier-karton, glas, grof huisvuil en tuinafval (snoeihout). De ophaling van grof huisvuil en tuinafval moet men vooraf telefonisch of via de website aanvragen. Dagelijks voert ILvA circa 32 ophaalrondes uit. Daarnaast baat ILvA 15 recyclageparken uit waar 29 verschillende afvalfracties worden ingezameld. Er is er één in elke gemeente (behalve Liedekerke dat er geen en Aalst dat er twee heeft). Mensen krijgen toegang tot het recyclagepark door hun identiteitskaart; zelfstandigen en KMO's kunnen een KMO-kaart aanvragen waarmee zij bedrijfsafval dat met huishoudelijk afval vergelijkbaar is mogen inleveren op de recyclageparken. Verder kunnen particulieren bij ILvA ook containers huren voor evenementen, waarbij ILvA het afval ophaalt en verwerkt. Voor de inzameling wordt in het hele werkingsgebied van eenzelfde diftarsysteem gebruik gemaakt, dat berust op het principe 'de vervuiler betaalt'. ILvA zorgt ervoor dat de ingezamelde afvalfracties bij recyclage- of verwerkingsbedrijven terechtkomen.

### Ingezameld afval

#### Via de recyclageparken
| (in ton)                     | 2004   | 2006   | 2008   | 2010   | 2012   | 2013   | 2014   |
| ---------------------------- | ------ | ------ | ------ | ------ | ------ | ------ | ------ |
| Bouw- en sloopafval          | 35 711 | 7 501  | 8 474  | 9 335  | 10 567 | 11 359 | 12 439 |
| Tuinafval                    | 14 839 | 5 439  | 5 735  | 5 733  | 6 359  | 6 379  | 7 646  |
| Houtafval                    | 7 317  | 2 578  | 3 380  | 4 008  | 5 242  | 5 490  | 6 430  |
| Grof huisvuil                | 4 833  | 2 486  | 3 233  | 3 941  | 4 526  | 4 420  | 4 757  |
| AEEA                         | 1 315  | 795    | 959    | 1 206  | 1 263  | 1 298  | 1 384  |
| Metaalafval                  | 2 908  | 1 049  | 986    | 1 265  | 1 250  | 1 250  | 1 356  |
| Papier-karton                | 3 937  | 782    | 880    | 1 060  | 1 295  | 1 331  | 1 332  |
| Harde plastics               | -      | 417    | 528    | 659    | 848    | 878    | 1 016  |
| Kunststoffolies              | 329    | 194    | 223    | 221    | 290    | 282    | 299    |
| Holglas                      | 1 071  | 168    | 152    | 169    | 220    | 259    | 284    |
| Vlakglas                     | 541    | 214    | 145    | 93     | 157    | 136    | 224    |
| Grond                        | 6 017  | 482    | 447    | 462    | 526    | 488    | 192    |
| Pmd                          | 578    | 178    | 149    | 136    | 150    | 147    | 145    |
| Textiel                      | 52     | 56     | 51     | 70     | 64     | 54     | 87     |
| Bloempotjes                  | 33     | 38     | 43     | 61     | 66     | 69     | 69     |
| Rubberbanden                 | 145    | 48     | 36     | 46     | 60     | 58     | 63     |
| KGA (in kg) waaronder:       | 711    | 425    | 505    | 641    | 716    | 652    | 684    |
| Frituurolie                  | 202    | 141    | 175    | 221    | 234    | 234    | 232    |
| Afvalolie                    | 121    | 47     | 47     | 35     | 43     | 34     | 39     |
| Batterijen                   | 14     | 8      | 10     | 11     | 13     | 12     | 14     |
| Autobatterijen               | 80     | 26     | 16     | 17     | 10     | 9      | 6      |
| Isomo (in zakken van 1,5 m3) | 4 938  | 3 255  | 3 529  | 5 870  | 7 450  | 8 864  | 8 317  |
| TOTAAL                       | 80 337 | 22 851 | 25 925 | 29 107 | 33 599 | 34 550 | 38 410 |

#### Via de huis-aan-huisophaling
| (in ton)      | 2004   | 2006   | 2008   | 2010   | 2012   | 2013   | 2014   |
| ------------- | ------ | ------ | ------ | ------ | ------ | ------ | ------ |
| Restafval     | 26 275 | 27 092 | 28 537 | 30 531 | 32 135 | 32 418 | 33 769 |
| Gft           | 29.943 | 28.751 | 29.110 | 27.141 | 27.420 | 27.545 | 30 167 |
| Papier-karton | 17 303 | 20 491 | 22 576 | 22 037 | 21 713 | 20 781 | 21 690 |
| Glas          | 6 269  | 7 216  | 7 807  | 7 892  | 7 938  | 7 883  | 8 189  |
| Pmd           | 3 234  | 3 887  | 4 346  | 4 405  | 4 467  | 4 468  | 4 629  |
| Grof huisvuil | 979    | 406    | 336    | 296    | 338    | 314    | 349    |
| Tuinafval     | 287    | 164    | 171    | 319    | 134    | 112    | 99     |
| Wegwerpluiers | 103    | 1 204  | 1 522  | -      | -      | -      | -      |
| TOTAAL        | 84 394 | 89 211 | 94 406 | 92 619 | 94 145 | 93 521 | 98 892 |

## Afvalverwerking

### Gft-compostering
ILvA beschikt over een eigen gft-composteringsinstallatie in Schendelbeke (deelgemeente van Geraardsbergen) die jaarlijks 50 000 ton gft-afval tot compost kan verwerken. De installatie wordt uitgebaat door de NV WIPS (een samenwerking tussen SITA en INDAVER). De aangevoerde hoeveelheid gft-afval is seizoensgebonden en kan variëren van 600 tot 1200 ton per week. Het volledige composteringsproces vindt plaats in gesloten hallen die voorzieningen hebben om geurhinder te beperken. Tijdens dat proces wordt de compost meerdere keren gezeefd om onzuiverheden als metaal of plastic eruit te halen. Deze onzuiverheden bedragen minder dan 5% van de totale hoeveelheid. De kwaliteit van het eindproduct moet voldoen aan normen waarop Vlaco een bijkomende controle uitvoert. Jaarlijks produceert de installatie ongeveer 12 000 ton compost.

### Verbranding
De opgehaalde gele zakken met restafval worden verband in de huisvuilverbrandingsovens van IVBO te Brugge of IVM te Eeklo. Deze verbrandingsinstallaties zijn uitgerust met voorzieningen voor energieterugwinning, waarbij uit de teruggewonnen warmte elektriciteit wordt geproduceerd. De verbrandingsassen waaronder bodemas en vliegas die niet kunnen worden hergebruikt worden gestort op de stortplaats van ILvA te Vlierzele.

### Stortplaats
De stortplaats van ILvA te Vlierzele is 32 hectare groot waarvan het grootste deel al is volgestort en afgedekt. Sinds zijn opening begin jaren 80 verwerkte de stortplaats vooral huishoudelijk afval, maar door veranderde milieuwetgeving werd in 2004 het laatste huishoudelijk afval gestort. Sindsdien verwerkt de stortplaats voornamelijk gesorteerd bedrijfsafval, bouw- en sloopafval, assen van huisvuilverbrandingsinstallaties, inerte materialen, recyclageresidu’s uit de papier- en textielrecyclage en cementgebonden asbest. De exploitatie van de stortplaats gebeurt in fasen: het terrein is telkens in fasen ingericht en uitgebreid als stortplaats. Sinds 2008 is de exploitatie aangekomen in fase V en tot op heden gaat de exploitatie nog steeds in deze fase verder. Het opvullen van deze fase gaat echter trager dan voorzien door de stelselmatig gedaalde toevoer van afval. Dit doordat steeds minder afwijkingen op het stortverbod worden toegestaan door de Openbare Vlaamse Afvalstoffenmaatschappij (OVAM).
Fases A, B, I, II, III en IVa werden reeds volledig volgestort, afgedekt en met gras ingezaaid. Fase IVb is bijna volgestort; de restcapaciteit bedraagt 10 000 m3. Erbovenop zijn ongeveer 60 000 m3 afgegraven gronden van fase IVb, V en VI gestapeld met de bedoeling om deze te gebruiken voor de uiteindelijke eindafdekkingswerken voor zowel fases IVb, V en VI. Volgens VLAREM moet de eindafdek van de stortplaats immers worden gerealiseerd met de oorspronkelijk uitgegraven grond. De afgegraven gronden kunnen niet op de afgewerkte delen worden gestapeld omdat dit schade aan de HDPE-afdekfolie of de gas- en drainageleidingen kan veroorzaken. Hierdoor zal het onderliggende gestorte afval van fase IVb bijkomend verdicht worden, waardoor een bijkomende restcapaciteit kan gecreëerd worden van ongeveer 30 000 m3. De totale restcapaciteit van fase IVb bedraagt bijgevolg ongeveer 40 000 m3. Op de afgedekte fases wordt stortgasvalorisatie toegepast waarbij met het biogas dat uit het gestorte afval wordt gewonnen elektriciteit wordt opgewekt. Het percolaatwater dat uit het gestorte afval lekt wordt eveneens opgevangen en gezuiverd in een afvalwaterzuiveringsinstallatie.
| Fase   | Oppervlakte | Capaciteit          | Status                                                |
| ------ | ----------- | ------------------- | ----------------------------------------------------- |
| A      | 3,81 ha     | 295 000 ton gestort | afgewerkt sinds 1993                                  |
| B      | 2,87 ha     | 231 500 ton gestort | afgewerkt sinds 1993                                  |
| I      | 4,58 ha     | 498 300 ton gestort | afgewerkt sinds 2001                                  |
| II     | 4,74 ha     | 567 126 ton gestort | afgewerkt sinds 2001                                  |
| III    | 3,77 ha     | 646 547 ton gestort | afgewerkt sinds 2005                                  |
| IVa    | 2,70 ha     | 335 322 ton gestort | afgewerkt sinds 2008                                  |
| IVb    | 1,98 ha     | 320 000 m3          | niet volgestort; stortactiviteiten tijdelijk gestaakt |
| V      | 1,93 ha     | 290 000 m3          | huidige stortexploitatie                              |
| VI     | 2,25 ha     | 410 000 m3          | huidige zandontginning                                |
| TOTAAL | 28,63 ha    |                     |                                                       |

## Bedrijf en bestuur
ILvA heeft als ondernemingsnummer BE 0862.014.551 in de Kruispuntbank van Ondernemingen (KBO). Anno 2015 bedroeg het geplaatst kapitaal van ILvA 95 850 euro, het eigen vermogen 17 574 877 euro, de omzet 29 486 924 euro en de winst 1 346 103 euro. Het hoofdkantoor van de intercommunale bevindt zich aan de Industrielaan in Erembodegem (deelgemeente van Aalst) op het bedrijventerrein Zuid III.
In de Algemene Vergadering zetelen alle leden, zijnde de 15 gemeenten, de provincie Oost-Vlaanderen, IVBO, IVM en het AGB Ninove. Samen vertegenwoordigen zij anno 2015 3 834 aandelen (met een waarde van 25 euro per aandeel) die als volgt zijn verdeeld:
- De aandeelhouders A (de gemeenten): 3 331 aandelen (86,88%)
- De aandeelhouders B (de provincie Oost-Vlaanderen): 500 aandelen (13,04%)
- De aandeelhouders C (IVBO, IVM en het AGB Ninove): 3 aandelen (0,08%)

De Algemene Vergadering stelt de Raad van Bestuur samen waaruit een Directiecomité wordt aangeduid. Beide organen leiden de intercommunale. In de Raad van Bestuur zetelen 50 bestuurders waarvan 43 van de gemeenten (5 enkel met een raadgevende stem) en 7 van de provincie. Het Directiecomité telt 18 leden, waarvan 17 van de gemeenten en 1 van de provincie. Henk Geeroms was de algemeen directeur tot eind 2015; vanaf 2016 nam Bart Rooms de fakkel over. Maarten Blommaert is anno 2015 tevens voorzitter van zowel de Raad van Bestuur als het Directiecomité. Van de bestuurders zijn 34% CD&V-leden (17; 3 enkel raadgevend), 22% N-VA-leden (11; 1 enkel raadgevend), 22% Open Vld-leden (11; 1 enkel raadgevend), 12% sp.a-leden (6) en 10% leden van andere partijen (5). Anno 2015 waren deze bestuurders meer bepaald:
- Gemeenten:
  - Aalst: Maarten Blommaert (N-VA; voorzitter), Iwein De Koninck (CD&V), Caroline De Meerleer (N-VA), Johan De Veylder (N-VA), Kristof Devos (N-VA), Cathy Grysolle (SD&P), Paul Stockman (CD&V), Geert Verdoodt (SD&P) en Ignace Verhaegen (N-VA)
  - Affligem: Bert De Roeck (N-VA) en Leen Steenhoudt (CD&V)
  - Denderleeuw: Guy Van Dalem (Open Vld)
  - Erpe-Mere: Ellen Elaut (N-VA) en Dirk Janssens (N-VA)
  - Galmaarden: Pierre Deneyer (CD&V; ondervoorzitter)
  - Geraardsbergen: Sarah De Backer (Open Vld), Karel De Moyer (Open Vld), Andrée De Rom-Depreter (CD&V) en Martine Duwyn (Open Vld)
  - Haaltert: Astrid De Winne (sp.a), Lisa Houtman (sp.a) en Bart Ottoy (CD&V; enkel raadgevend)
  - Herzele: Luc Hoorens (Open Vld; ondervoorzitter), Patricia Van Ruyskensvelde (N-VA) en Yves Lerminiaux (CD&V; enkel raadgevend)
  - Kluisbergen: Lode Dekimpe (Gemeentebelangen) en Jean-Paul Martin (CD&V; enkel raadgevend)
  - Lede: Erik Vandormael (CD&V) en Peter Venneman (Open Vld)
  - Liedekerke: Willy Rossignol (sp.a), Rita Triest (CD&V) en Lander Van Leuven (N-VA; enkel raadgevend)
  - Ninove: Michel Casteur (Open Vld), Wouter Vande Winkel (Groen), Freddy Van Eeckhout (CD&V) en Jannick Violon (Open Vld)
  - Oosterzele: Christiane Immegeers-Schreyen (CD&V), Jan Martens (N-VA) en Filip Michiels (Open Vld; enkel raadgevend)
  - Sint-Lievens-Houtem: Tim De Knyf (Nieuw Houtem)
  - Zottegem: Sandra De Roeck (sp.a), Leen Goossens (CD&V) en Claudine Placke (CD&V)
- Provincie: Bart Blommaert (Open Vld), Eddy Couckuyt (CD&V), Dirk De Meerleer (sp.a), Vera de Merlier (Open Vld), Hilde De Sutter (CD&V), Greet De Troyer (sp.a) en Phaedra Van Keymolen (CD&V)

## Trivia
- In augustus 2014 was er een probleem met een aantal gele vuilniszakken voor restafval van ILvA waarbij de zakken te gemakkelijk zouden scheuren. Het probleem zou veroorzaakt zijn door een fabricagefout bij fabrikant Powerpack uit Beerse. Mensen die de slechte zakken hadden gekocht konden deze bij ILvA omruilen. Begin 2016 bleek uit onderzoek van Test-Aankoop dat er problemen waren met de gele vuilniszakken van 45 liter. Deze zouden namelijk maar 31 liter kunnen bevatten in plaats van 45 en zouden bovendien niet aan de Europese normen voor stevigheid voldoen. ILvA liet de vuilniszakken door een ander laboratorium onderzoeken dat dezelfde gebreken vaststelde. De fabrikant erkende het verschil in inhoud en stelde dat het probleem veroorzaakt was door interne miscommunicatie. ILvA haalde de betrokken vuilniszakken van de markt en mensen konden hun foute vuilniszakken bij ILvA omruilen. In de plaats bood ILvA nieuwe zakken aan van effectief 30 liter die verkocht werden aan 1 euro per zak in plaats van 1,20 euro. Aan de vuilniszakken van 60 liter bleek alles in orde te zijn.[2][3]
- Tijdens de Transport & Logistics Awards in februari 2016 won ILvA de Green Truck Award 2016 voor haar inspanningen om haar wagenpark te vergroenen. ILvA besloot namelijk om systematisch haar oudere voertuigen en vuilniswagens te vervangen door nieuwe voertuigen die op cng rijden. In samenwerking met Electrabel onder de naam ELVA bouwde ILvA tevens een tankstation voor cng op haar terreinen en voorzag het in opleidingen voor haar personeel in zuinig rijden.[4]
- Eind mei 2016 hielden de afvalophalers van ILvA een stiptheidsactie waarbij ze stipt om 16:00 uur stopten met werken uit onvrede over de hoge werkdruk. De afvalophalers zouden namelijk vaak tot 17 of 18 uur moeten werken om al het afval op te halen, terwijl hun werkdag maar tot 16 uur duurt.[5]